# USS Jacksonville (SSN-699)
| «Джексонвілл»              | «Джексонвілл»                    | «Джексонвілл»                    |
| -------------------------- | -------------------------------- | -------------------------------- |
| USS Jacksonville (SSN-699) |                                  |                                  |
|                            |                                  |                                  |
|                            |                                  |                                  |
| Спуск на воду              | 18 листопада 1978 року           | 18 листопада 1978 року           |
| Виведений зі складу флоту  | 1 травня 2018 року               | 1 травня 2018 року               |
| Сучасний статус            | Неактивний                       | Неактивний                       |
| Проєкт                     |                                  |                                  |
| Головний конструктор       | General Dynamics Electric Boat   | General Dynamics Electric Boat   |
| Класифікація НАТО          | Los Angeles I                    | Los Angeles I                    |
| Основні характеристики     |                                  |                                  |
| Швидкість (надводна)       | 20 вузлів                        | 20 вузлів                        |
| Швидкість (підводна)       | 20 вузлів                        | 20 вузлів                        |
| Робоча глибина занурення   | від 250 до 280 метрів            | від 250 до 280 метрів            |
| Гранична глибина занурення | 450 метрів                       | 450 метрів                       |
| Екіпаж                     | 110 (12 офіцерів)                | 110 (12 офіцерів)                |
| Розміри                    |                                  |                                  |
| Довжина найбільша (по КВЛ) | 110,3 метра                      | 110,3 метра                      |
| Ширина корпусу найб.       | 10 метрів                        | 10 метрів                        |
| Середня осадка (по КВЛ)    | 9,4 метра                        | 9,4 метра                        |
| Водотоннажність надводна   | 5720 тонн                        | 5720 тонн                        |
| Озброєння                  |                                  |                                  |
| Торпедно- мінне озброєння  | 4 × 21 (533 мм) торпедні апарати | 4 × 21 (533 мм) торпедні апарати |

«Джексонвілл» (англ. USS Jacksonville (SSN-699)) — багатоцільовий атомний підводний човен, є 12-тим в серії з 62 підводних човнів типу «Лос-Анджелес», побудованих для ВМС США. Він є єдиним кораблем ВМС США, який отримав назву на честь міста Джексонвілл, штат Флорида. Призначений для боротьби з підводними човнами і надводними кораблями противника, а також для ведення розвідувальних дій, спеціальних операцій, перекидання спецпідрозділів, нанесення ударів, мінування, пошуково-рятувальних операцій.

## Історія створення
Атомний підводний човен USS «Jacksonville» (SSN 699) був побудований на корабельні компанії General Dynamics Electric Boat (GDEB) в місті Гротон, штат Коннектикут, відповідно до контракту від 24 січня 1972 року. Церемонія закладання кіля відбулася 21 лютого 1976 року. Спуск на воду відбувся 18 листопада 1978 року. Хрещеною матір'ю стала Чарльз Беннетт. Зданий в експлуатацію 16 травня 1981 року. Церемонія відбулася на військово-морській базі підводних човнів Нью-Лондон в Гротон, штат Коннектикут. Порт приписки Норфолк, штат Вірджинія. З 3 квітня 2009 року портом приписки є військово-морська база Перл-Харбор, Гаваї.

## Історія служби
У червні 1981 року підводний човен покинув Норфолк для пробного плавання, під час якого відвідав порт Мейпорт, штат Флорида. 7 липня прибув на суднобудівний завод Ньюпорт-Ньюс для п'ятимісячного планового обслуговування. З 19 по 21 грудня перебував на морських випробуваннях.

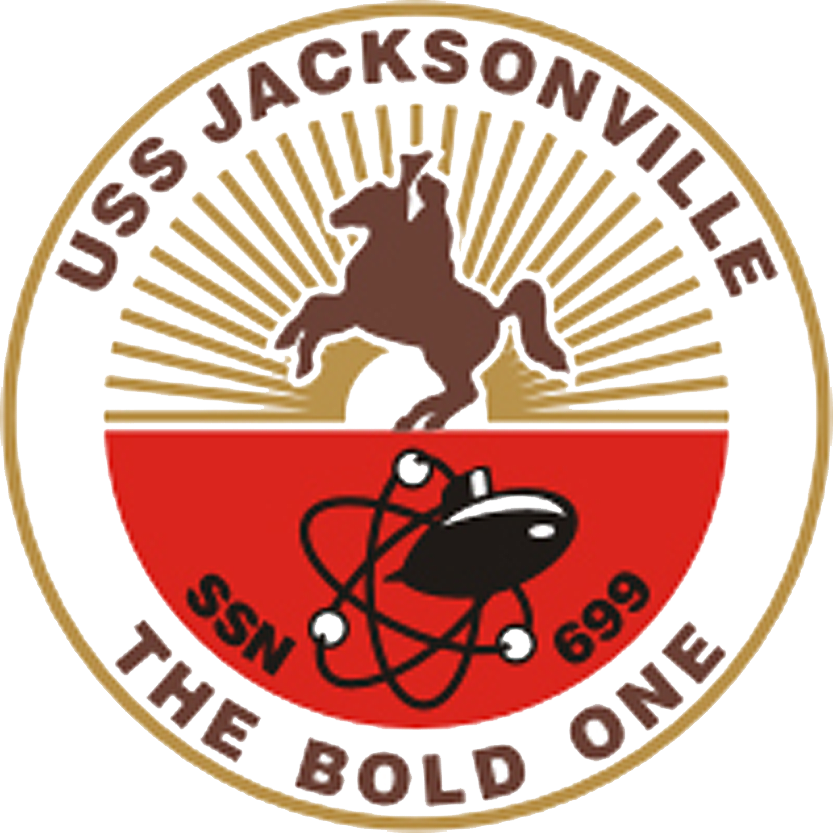
Емблема човна

15 січня 1982 року покинув порт приписки на п'ять тижнів для проведення сертифікаційних випробувань зброї в Атлантичному океані. 22 березня під час виходу з військово-морської бази Норфолк зіткнувся з турецьким торговим судном «General Z. Dogan», після чого відразу ж повернувся назад в порт. 26 березня прибув на військово-морську верф у Портсмуті для проведення екстреного ремонту. 27 квітня вийшов на випробування. 15 червня покинув Норфолк для свого першого розгортання в Індійському океані. 1 липня човен пройшов мис Доброї Надії. 15 грудня повернувся в Норфолк після завершення шестимісячного розгортання.
19 липня 1983 прибув в сухий док суднобудівного заводу Ньюпорт-Ньюс для проведення екстрених ремонтних робіт. У вересні розпочав морські випробування. 
6 травня 1984 року покинув порт приписки для запланованого розгортання в Північній Атлантиці, з якого 5 серпня повернувся в Норфолк.
1 квітня 1985 року покинув Норфолк для запланованого розгортання в Індійському океані, з якого повернувся 8 листопада. За цей час підводний човен пройшов більше  63500 морських миль.
25 квітня 1985 року покинув Норфолк для запланованого розгортання в Північній Атлантиці, з якого повернувся 29 червня. 1 серпня прибув в сухий док в Норфолку для проведення двомісячного планового обслуговування.
У січні 1987 року покинув Норфолк для свого першого розгортання в Середземному морі, з якого повернувся в червні.
10 грудня 1991 року повернувся в Норфолк після завершення трирічного капітального ремонту.
22 січня 1993 року покинув Норфолк для запланованого розгортання в Середземному морі, з якого повернувся 30 червня. 16 грудня став на чотиримісячний плановий ремонт на військово-морській корабельні в Норфолку.
12 вересня 1994 року покинув Норфолк для запланованого розгортання в Північній Атлантиці, з якого повернувся в грудні.
10 січня 1995 прибув в сухий док №4 суднобудівного заводу в Ньюпорт-Ньюс для тримісячного запланованого ремонту, який покинув 6 березня. З 31 березня по 3 квітня перебував на випробуваннях.
17 травня 1996 року підводний човен зіткнувся з вантажним кораблем «Saudi Makkah» в Чесапікській затоці під час густого туману. Обидва корабля отримали пошкодження. Підводний човен відразу ж повернувся на військово-морську базу Норфолк. 20 червня став в сухий док №2 для усунення пошкоджень, який покинув 16 вересня. З 11 по 15 жовтня перебував на випробуваннях.
29 квітня 1997 року покинув Норфолк для запланованого розгортання в Середземному морі як частина JFK Battle Group, з якого повернувся 28 жовтня.
17 березня 2000 року повернувся в Норфолк після шестимісячного розгортання в складі бойової групи атомного авіаносця «Джон Кеннеді» в зоні відповідальності 6-го флоту США.
25 квітня 2001 року покинув Норфолк для запланованого розгортання в Середземному морі в складі бойової групи авіаносця «Ентерпрайз».
9 грудня 2002 прибув в сухий док військово-морської бази Норфолк для проведення чотиримісячного докового ремонту, який покинув 16 березня 2003 року.
16 вересня 2003 року покинув Норфолк для запланованого розгортання в південній частині Атлантичного океану, з якого повернувся 19 грудня.
20 грудня 2004 на борту човна спалахнула невелика пожежа, яка була швидко ліквідована. В цей час ПЧ знаходився на корабельні Портсмута на капітальному ремонті.
30 травня 2008 року покинув Норфолк для запланованого розгортання на підтримку операцій із забезпечення морської безпеки, з якого повернувся 24 листопада.
3 квітня 2009 прибув в новий порт приписки Перл-Харбор, Гаваї, зробивши 28-денний перехід з Норфолка, штат Вірджинія.
2 червня 2010 року покинув порт приписки для запланованого розгортання в західній частині Тихого океану, з якого повернувся 2 грудня.
5 листопада 2012 року покинув Перл-Харбор для запланованого розгортання в зоні відповідальності 5-го і 6-го флоту США.
10 січня 2013 року близько 05:00 годин ранку за місцевим часом човен зіткнувся з невеликим рибальським судном в Перській затоці. В результаті зіткнення ніхто не постраждав. ПЧ пошкодив один зі своїх перископів, цивільне судно продовжило свій шлях. 18 червня повернувся в порт приписки після завершення розгортання.
На початку квітня 2015 року покинув порт приписки Перл-Харбор для запланованого розгортання в західній частині Тихого океану, з якого повернувся 16 жовтня.
17 січня 2017 року покинув порт приписки Перл-Харбор для запланованого розгортання на Близькому Сході і в західній частині Тихого океану, з якого повернулася 10 серпня. Дане розгортання стало останнім для підводного човна і 15-м за рахунком. За час розгортання підводний човен пройшов більш 48000 морських миль, а також відвідав Бахрейн, Гуам, Оман і Сінгапур.
26 червня 2019 року на підводному човні було проведено церемонію деактивації в Морському підводному музеї США в Кіпорт, штат Вашингтон.